# Al Aaroui
Al Aaroui (àrab: العروي, al-ʿArwī; amazic estàndard marroquí: ⵍⵄⴰⵔⵡⵉ, Lℇarwi) és un municipi de la província de Nador, a la regió de L'Oriental, al Marroc. Segons el cens de 2014 tenia una població total de 47.599 persones. Fou conegut pels espanyols com a Monte Arruit i es troba a la vora de l'Aeroport Internacional de Nador.

## Història
El nucli de població actual va tenir el seu origen en el fort construït durant l'època del protectorat espanyol. En 1921 va tenir lloc en aquesta fortificació un episodi de la Guerra del Rif enquadrat en l'anomenat desastre d'Annual, en el qual van perdre la vida al voltant de 3000 membres de l'exèrcit espanyol.

## Tragèdia de Monte Arruit
Va tenir lloc en l'estiu de 1921 en el curs de la guerra del Rif. La població fou ocupada pels espanyols el 17 de gener de 1912 durant l'anomenada campanya del Quert.
El 2 d'agost de 1921 els rifenys van ocupar Nador i així tenien a l'abast les places de Zeluán i Mont Arruit. La primera va caure el dia 3 i 500 persones foren assassinades a la ciutat, entre els quals hi havia el capità Carrasco i el tinent Fernández.
El general Navarro amb les tropes procedents de la retirada d'Annual es va refugiar en el fort de Monte Arruit. El general Navarro no va voler abandonar els ferits i va decidir resistir. La manca d'aigua (que s'havia d'anar a buscar a 500 metres fora de les obres de defensa) va ser estratègica. A l'espera de rebre ajuda de Melilla, la qual mai va arribar, la fortificació va ser assetjada des del 24 de juliol fins al 9 d'agost en què es va produir la rendició després d'un pacte de Navarro pel qual la tropa podria tornar a Melilla lliurant prèviament l'armament. Els supervivents després de deposar les armes van ser assassinats per les tropes rifenyes, quedant presoners únicament alguns oficials que van ser alliberats després del pagament d'un important rescat. Els morts foren un màxim de 700, probablement menys, però abans ja n'havien mort més de dos mil. Vora 3.000 membres de l'exèrcit espanyol, la majoria soldats van ser baixa; només van aconseguir escapar amb vida uns 60 homes. Alguns testimoniatges de l'època relaten el que van trobar les tropes espanyoles quan reconquistaren el lloc més de 2 mesos després:
| « | A la porta del fortí, un grup d'uns quaranta morts, uns sobre uns altres. Tot el recinte completament ple de cadàvers en postures tràgiques. La sanitat treballa activament i els identifica quan això és possible. Contínuament surten camions replets, i del munt que oscil·la en surten mans i peus crispats. Les grans fosses s'omplen. Però encara en queden més, molts més. Uns tres mil ens han dit que s'han vist. | » |

.
En l'actualitat (2015), el recinte que ocupava l'antic establiment militar ha desaparegut i el lloc que ocupava s'utilitza per realitzar mercats ambulants. Les restes dels defensors que es trobaven en una fossa van ser traslladats en 1956 al Panteó dels Herois situat al cementiri de Melilla, igual que una placa dedicada. Es conserva una part de l'aquarterament de les tropes indígenes, que va ser construït després que succeís la tragèdia de 1921.